# La Frailesca
La Frailesca o también Región Frailescana es una de las regiones del estado de Chiapas en México. La Frailesca se caracteriza por su alta producción agrícola y ganadera, por lo que se le considera el granero de Chiapas.

Región de La Frailesca con los nombres de los municipios y sus respectivas cabeceras municipales.

Se localiza en la entre la Sierra Madre de Chiapas y la Depresión Central de Chiapas, presentando alturas de entre 279 y 2,755 m s. n. m.  Está compuesta por los municipios de  Ángel Albino Corzo, Capitán Luis Ángel Vidal, El Parral, La Concordia, Montecristo de Guerrero, Villa Corzo y Villaflores]. Siendo Villaflores la Capital regional de La Frailesca.

## Toponimia
Recibe su nombre debido a la abundancia de frailes que recorrían esta región ya que los frailes en su mayoría dominicos eran dueños de haciendas y también se encargaban de la evangelización.

## Historia
Antiguamente la región de la Frailesca pertenecía a la Nación Chiapaneca (un grupo poblacional históricamente relacionado con Chiapa de Corzo), la más belicosa y productiva de las Naciones indígenas existentes en ese momento en la Provincia de Chiapa. Luego de la conquista la presencia humana en general seguía siendo mínima, predominando población mestiza de acento fraylescano que es un rico dialecto del castellano de origen rural.
Posteriormente los gobiernos en turno, fomentaron la migración a La frailesca, por lo que fue mayormente colonizada por gente de Chiapa de Corzo, sobre todo por su cercanía y lazos históricos y familiares.
En la década de los sesenta con la construcción de la presa hidroeléctrica Belisario Domínguez, se creó el embalse de La Angostura, lo que inundo poblaciones y tierras muy fértiles, cambiando el paisaje y el clima de la región.

## Clima
El clima es cálido húmedo con lluvias en verano y la vegetación es de selva y bosque caducifolio.

## Religión
Dentro de la región Frailesca la fe católica es la que más feligreses tiene con 69.98% de la población, seguida de iglesias protestantes con 8.02% y las bíblicas no evangélicas con 8.55% mientras el 12.77% no tiene religión.

## Idioma
Fraylescano

## Ubicación
Sus coordenadas geográficas son (16.233333N, -93.269250W) y limita con las regiones de:
| Noroeste: Valles Zoque | Norte: Metropolitana | Nordeste: Los Llanos     |
| Oeste: Valles Zoque    |                      | Este: Los Llanos         |
| Suroeste: Istmo-Costa  | Sur: Istmo-Costa     | Sureste: Sierra Mariscal |